# Psilogramma salomonis
Psilogramma salomonis là một loài bướm đêm thuộc họ Sphingidae. Loài này có ở quần đảo Solomon.